# Guldvägen
Guldvägen (deutsch Goldweg) ist eine Touristenroute in Süd-Lappland und Nord-Västerbotten.

## Verlauf
Guldvägen verläuft vom Boliden-Schmelzwerk in Rönnskär in Skelleftehamn nach Malå im südlichen Lappland entlang der Straßen Länsväg 372, Riksväg 95 und Länsväg 370.

## Geschichte
Guldvägen ist touristischer Begriff, um die Sehenswürdigkeiten des Guldriket (deutsch Goldreiches) zu verbinden, einer Region, die in den 1930er-Jahren einen Goldrausch erlebte und in der zeitweise 40 Bergwerke in Betrieb waren. Diese Sehenswürdigkeiten haben gemeinsam, dass sie mit der Gewinnung von Sulfiterz (Gold, Silber, Kupfer, Zink, Blei usw.) in Skelleftefältet zu tun haben.
Der Name verweist auf den etablierten und in der Nähe befindlichen Silvervägen (Silberweg).